# Katharina Karaschkin
Katharina Karaschkin (Untertitel: Märtyrer der Liebe) ist ein deutscher Spielfilm von 1917. 

## Handlung
Katharina Karaschkin heiratet den Sohn des Gouverneurs aus Rache, weil der Vater sie bedrängte.

## Produktionsnotizen
Produziert wurde der Film von der Central-Film-Vertrieb GmbH (Eichberg-Film) Berlin (Nr. 10) im März und April 1917. Für die Bauten war Edmund Heuberger zuständig. Er hat eine Länge von vier Akten auf 1542 Metern, ca. 75 Minuten. Die Polizei Berlin belegte ihn im Mai 1917 mit einem Jugendverbot (Nr. 40584). Die Uraufführung fand am 6. Juli 1917 in den Kinos  U.T. Kurfürstendamm, U.T. Nollendorfplatz, Bavaria, U.T. Friedrichstraße und U.T. Unter den Linden statt.

## Kritik
„…ein vorzügliches Drama, mit Ellen Richter in der Hauptrolle… Die hervorragende Darstellungskunst der beliebten Schauspielerin, das tadellose Zusammenspiel mit ihren Partnern und nicht zuletzt die spannende, logisch aufgebaute Handlung fesselten unsere Aufmerksamkeit vom erste bis zum letzten Augenblick der Vorführung. Auch die eingeschobenen Ballettszenen im 2. Akt, ein meisterhaft ausgeführter kleinrussischer Nationaltanz, und ein allegorisches Bild, das Spiel des Fauns mit den Nymphen darstellend, verdienen lebhaften Beifall.“